# Österreichischer Bergrettungsdienst
Der Österreichische Bergrettungsdienst (ÖBRD) ist eine Hilfsorganisation, die in Österreich den Bergrettungsdienst durchführt. Die Bergrettung ist in Österreich in sieben Landesorganisationen unterteilt. Sowohl der gesamtösterreichische als auch die Landesverbände sind als einzelne Vereine organisiert.
Der einheitliche Bergrettungsnotruf (Alpinnotruf) ist in Österreich unter der Telefonnummer 140 zu erreichen. Diese führt zur zuständigen Rettungsleitstelle. Bei fehlendem Empfang des eigenen Netzanbieters ist die 112, der Euronotruf, zu wählen, da so keine Telefonnummer gerufen wird, sondern die Notruf-Funktion des GSM-Standards ausgelöst wird. Der Teilnehmer wird zur zuständigen Notrufstelle verbunden, die in der GSM-Basisstation definiert ist. Notrufe über die 112 werden in Österreich durch die Polizei entgegengenommen. Um einen Notruf über ein Mobiltelefon abzusetzen, ist die Verfügbarkeit des Netzes zumindest eines Netzanbieters nötig. Die Nutzung von SMS und störungsarmer Nachtzeit kann bei schlechter Netzverbindung und zum sparsamen Umgang mit verbleibender Akku-Ladung hilfreich sein.

## Geschichte

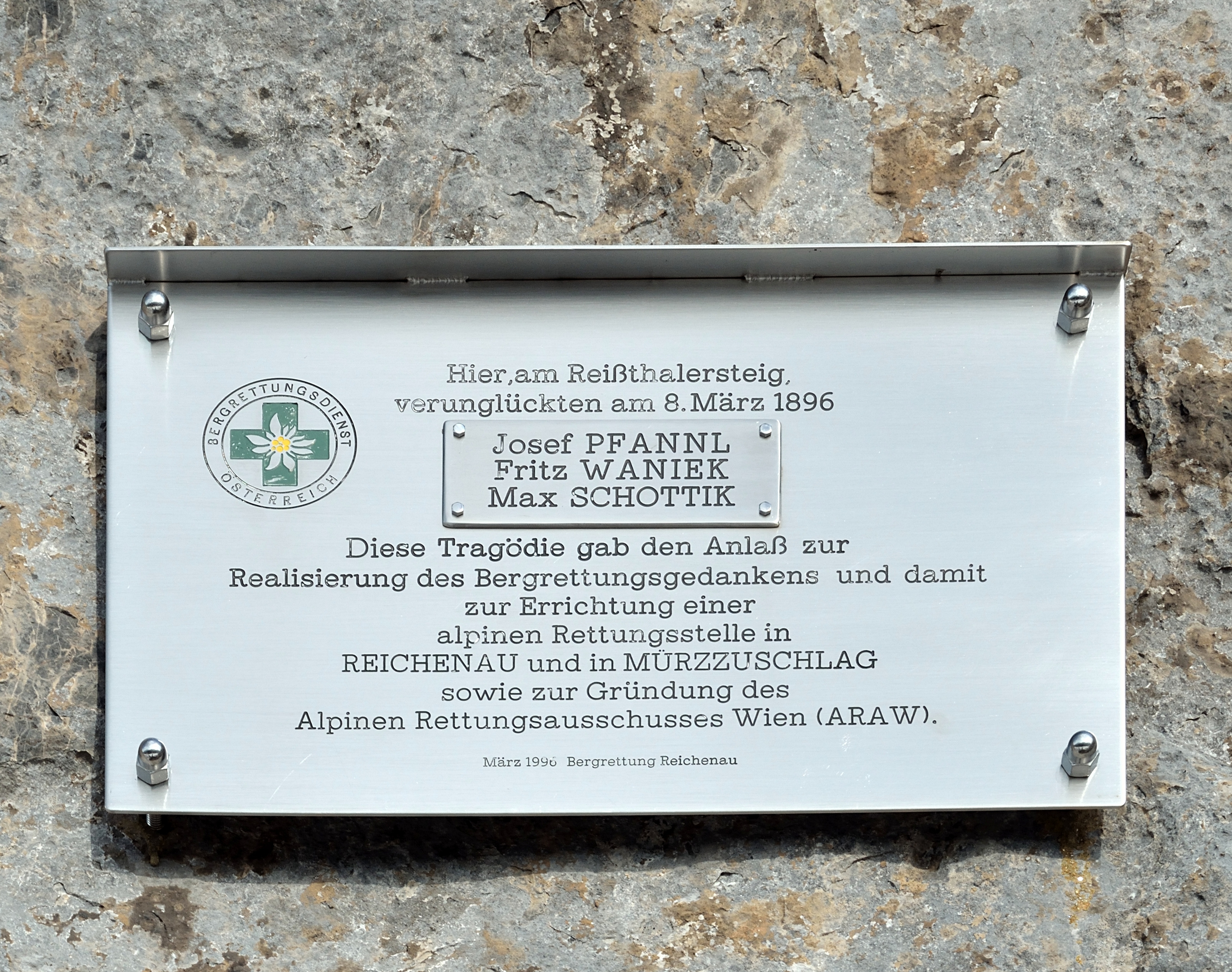
Gedenktafel am Reißthalersteig

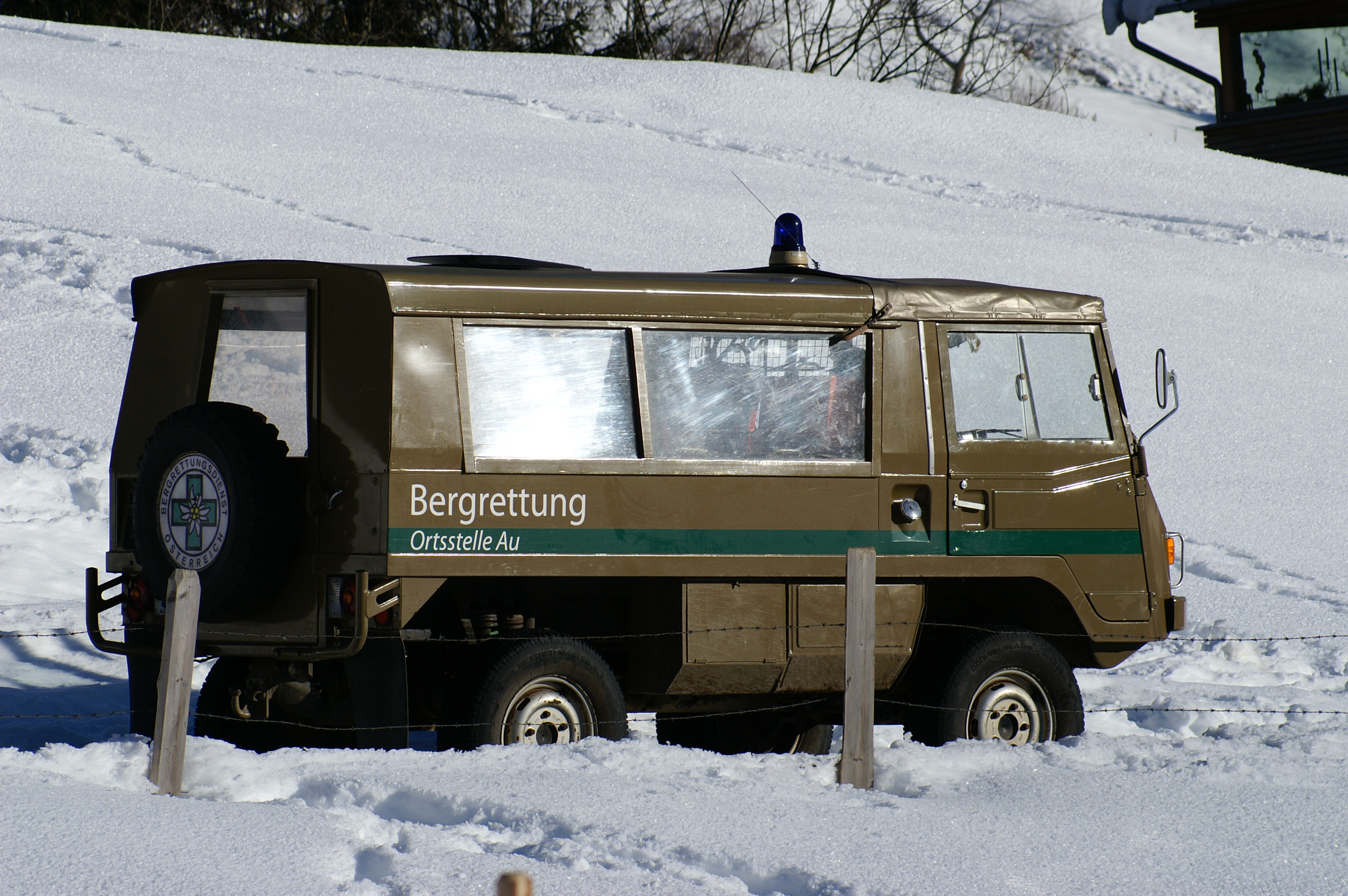
Fahrzeug des Österreichischen Bergrettungsdiensts in Au (Vorarlberg)

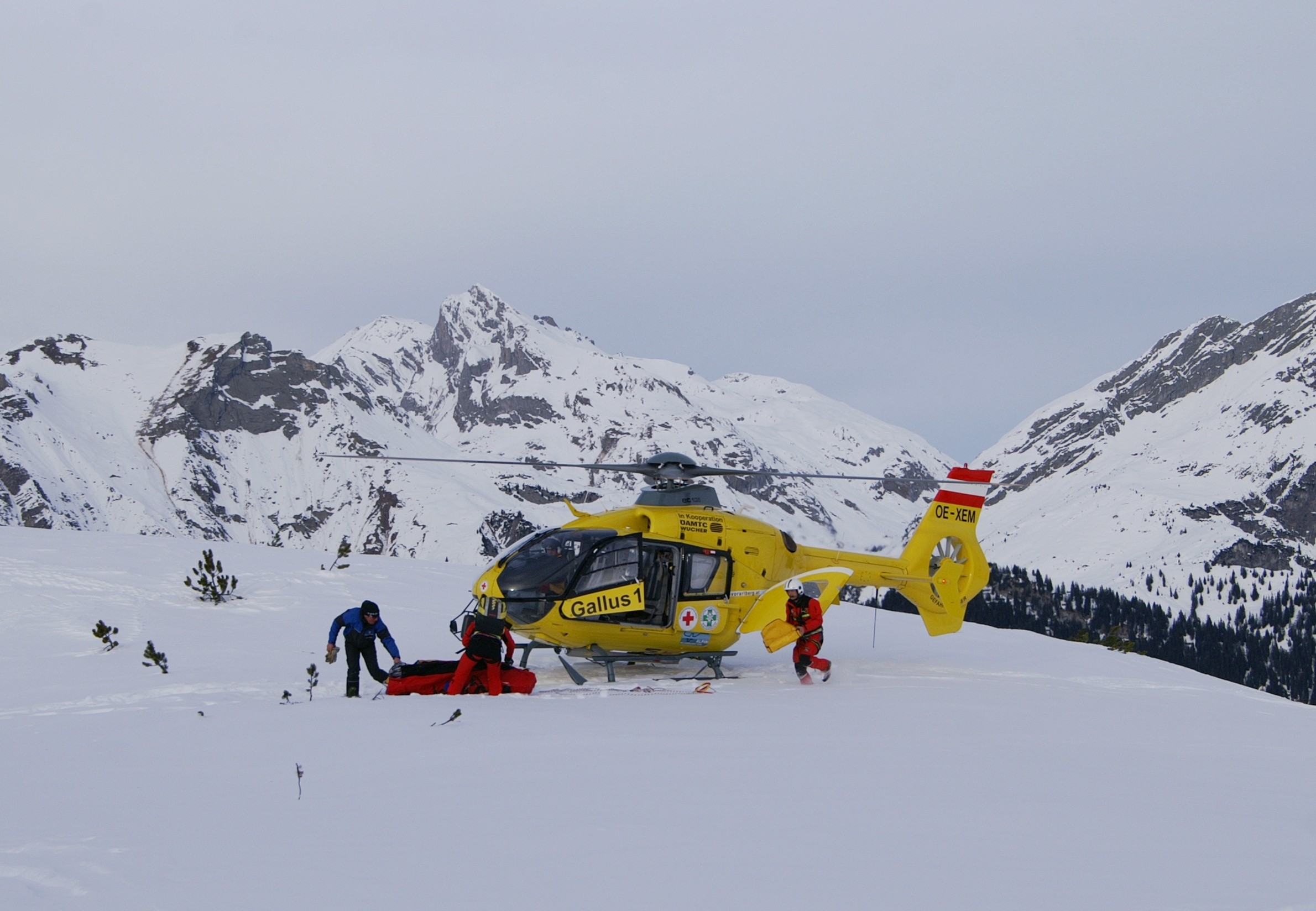
Bereitstellung der Flugrettung in Vorarlberg durch den österreichischen Bergrettungsdienst

Als auslösendes Ereignis zur Gründung der ersten alpinen Rettungsorganisation wird ein Lawinenunglück am Reißthalersteig auf der steirischen Seite der Rax am 8. März 1896 angesehen, bei dem drei bekannte Wiener Bergsteiger (Josef Pfannl, Max Schottik und Fritz Wannieck) verschüttet wurden und erst nach tagelanger Suche tot geborgen werden konnten. Der Unfall erregte solches Aufsehen, dass am 24. April 1896 vom Österreichischen Alpenklub in Wien ein Diskussionsabend über die Frage der Organisation eines Bergrettungsdienstes veranstaltet wurde. Gleichzeitig wurde erkannt, dass diese Idee nur durch eine gemeinsame Aktion der großen alpinen Vereine verwirklicht werden konnte.
Am 11. Mai 1896 kamen die Delegierten des Österreichischen Alpenklubs, der Alpinen Gesellschaft „Ennsthaler“, der Sektion "Austria" und der akademischen Sektion des DÖAV, des Niederösterreichischen Gebirgsvereines (der heutige ÖGV) und des Österreichischen Touristenklubs überein, „… dass in Wien durch die Alpinen Corporationen eine Zentralstelle geschaffen werden soll, welche bei vorkommenden alpinen Unglücksfällen einzugreifen hätte …“
Bei der nachfolgenden vereinsmäßigen Anmeldung wurde der Name „Alpiner Rettungsausschuß Wien“ (ARAW) festgelegt. Dieser gilt als der weltweit erste organisierte Bergrettungsdienst, als Vorbild für gleichartige Organisationen anderswo und als Vorläuferorganisation des heutigen Österreichischen Bergrettungsdienstes.
Als erster Leiter wurde Heinrich Krempel gewählt.
In den nachfolgenden Jahren wurden im Ostalpenraum weitere alpine Rettungsorganisationen gegründet:
- Alpine Rettungsgesellschaft Innsbruck (1898)
- Alpiner Rettungsausschuß München (1898)
- Alpiner Rettungsausschuß Salzburg (1901)
- Alpiner Rettungsausschuß Graz (1902)

Mit dem Anschluss Österreichs 1938 gingen die Rettungsorganisationen in der Deutschen Bergwacht auf.

1939 wurde der Bergwacht auch der Naturschutz übertragen. Im weiteren Verlauf des Zweiten Weltkrieges wurden die Bergwachtmänner als Hilfspolizisten vereidigt.
1944 wurde die Bergwacht militärischen Stellen unterstellt.
Nach dem Zweiten Weltkrieg wurde 1946 der Österreichische Bergrettungsdienst (ÖBRD) gegründet. Die einstigen Rettungsstellen gingen in Ortsstellen auf.
Die ersten Lawinenhunde gab es beim österreichischen Bergrettungsdienst nach dem Zweiten Weltkrieg. In Tirol gab es bereits drei Hunde im Katastrophenwinter 1950/1951, während in Salzburg erst der erste Hund im Jahr 1954 (in Tirol) seine Prüfung ablegte. In Oberösterreich wurden die ersten Hunde und Hundeführer erst im Jahr 1974 auf der Dümlerhütte für Oberösterreich zur Opfersuche bei Lawinen ausgebildet.
Seit Mitte/Ende der 1990er Jahre werden auch Frauen in der Bergrettung aufgenommen. (Im letzten Bundesland – Tirol – war die Aufnahme von Frauen in den Bergrettungsdienst besonders konfliktgeladen.) Anfang 2013 gibt es bei rund 12.300 Mitgliedern 473 weibliche. Den größten Frauenanteil gibt es in Niederösterreich/Wien mit etwa 7,5 %, gefolgt von Vorarlberg mit 5,9 %, Steiermark mit 4,1 %, Kärnten mit 3,45 %, Salzburg mit 2,95 %, Tirol mit 2,81 % und Oberösterreich mit 2,15 %. Im Bundesländervergleich gibt es in absoluten Zahlen in Tirol mit 123 die meisten Frauen. Dort gab es in Steinach am Brenner auch die erste Ortsstellenleiterin.
In Vorarlberg ist die Bergrettung vom Land Vorarlberg beauftragt, die Flugrettung zu organisieren und zu betreiben. Für die Beistellung der Fluggeräte und der Piloten wurden entsprechende Verträge mit dem Christophorus Flugrettungsverein (Christophorus 8) und mit der Fa. Wucher (Gallus 1) abgeschlossen.
1952 war der Österreichische Bergrettungsdienst einer der Preisträger des Karl-Renner-Preises.

## Aufgabenbereiche
Der Aufgabenbereich umfasst hauptsächlich die Rettung von verletzten Personen aus unwegsamem Gelände. Eine exakte Definition dieses Bereiches ist nur schwer möglich, allerdings kann vereinfacht gesagt werden, dass die Bergrettung dort eingreift, wo Feuerwehr, Rotes Kreuz, u. ä. aufgrund ihrer Ausrüstung und der geografischen Gegebenheiten nicht mehr in der Lage sind, zu helfen.
Die Bergrettung führt auch Suchaktionen nach vermissten Personen in jeglichem Gelände durch. Dies geschieht oft mit Unterstützung der lokalen Feuerwehrverbände und ähnlichen Rettungsorganisationen.
Die Einsatzleitung bei einem Alpinunfall liegt während der Rettungsmaßnahmen immer bei der Bergrettung. Ausgenommen sind Großereignisse und Katastrophen, wo ein eigener Einsatzleiterstab gebildet wird, sowie Rettungseinsätze, bei welchen die Bergrettung Assistenzdienst (z. B. Autounfall im abschüssigen Gelände) für eine andere Rettungsorganisation leistet.

## Vorbeugende Maßnahmen und Prävention
Seit einigen Jahren betreibt die Bergrettung auch ein eigenes Präventivprogramm zur Vermeidung von Unfällen sowie zur Aufklärung über eine kostengünstige Bergekostenversicherung im Rahmen eines Fördererprogramms.
Dieses Programm wurde hauptsächlich von der Landesleitung Tirol vorangetrieben, mittlerweile beteiligen sich alle sieben Landesleitungen daran.

## Organisation und Einsätze

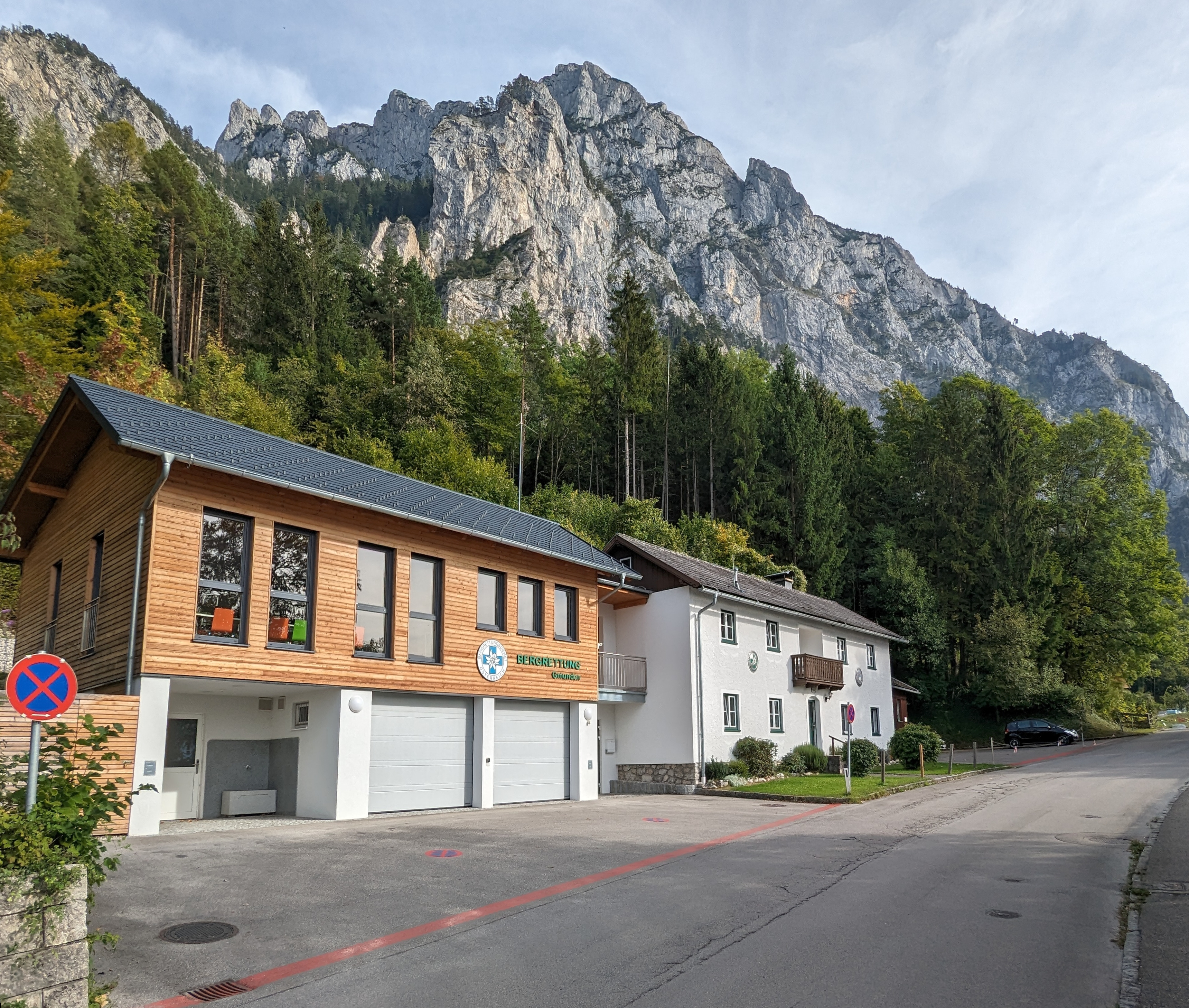
Die 2018 in Betrieb genommene Einsatzzentrale der Ortsstelle Gmunden befindet sich am Fuß des Traunsteins.

In Österreich gibt es ungefähr 300 Ortsstellen mit etwa 12.000 freiwilligen Bergrettern.
Von allen Ortsstellen werden im Jahr ungefähr 7000 Einsätze in den Bergen abgewickelt. Etwa 60 % der Einsätze entfallen auf Skipisten. Der zweite größere Bereich entfällt auf den sonstigen alpinen Bereich, wie Wanderwege, Almen, Schrofen, Rinnen und Schluchten oder Wälder und Wiesen. Nur ein geringer Teil entfällt aber auf die gefährlichsten Einsätze, wie 2 % im Fels oder 1 % im Eis.

### Landesorganisationen
- Landesleitung für Niederösterreich und Wien

Sie ist in die drei Gebiete Süd, West und Mitte unterteilt und umfasst ungefähr 30 Ortsstellen mit 1300 Mitgliedern.
- Landesleitung Salzburg
- Landesleitung Steiermark
- Landesleitung Oberösterreich
- Landesleitung Kärnten
- Landesleitung Tirol
- Landesleitung Vorarlberg

Die Bereiche der Landesleitungen decken sich mit den Bundesländergrenzen. Für die beiden Bundesländer Wien und Niederösterreich ist die Landesleitung Niederösterreich/Wien zuständig. Für das Burgenland gibt es keine eigene Landesleitung.

### Bundesverband
Präsident des Bundesverbandes war von 1996 bis 2010 Reinhold Dörflinger und von 2010 bis 2017 Oberst Franz Lindenberg, seit November 2017 ist dies Stefan Hochstaffl. Seit Februar 2015 ist Martin Gurdet Geschäftsführer des Bundesverbandes.